# Ivankivți, Kremeneț
Ivankivți (în ucraineană Іванківці) este un sat în comuna Katerînivka din raionul Kremeneț, regiunea Ternopil, Ucraina.

## Demografie
Componența lingvistică a localității Ivankivți
     Ucraineană (99,74%)
     Alte limbi (0,26%)
Conform recensământului din 2001, majoritatea populației localității Ivankivți era vorbitoare de ucraineană (99,74%), existând în minoritate și vorbitori de alte limbi.